# Paul Kantner
Paul Lorin Kantner (n. 17 martie 1941, California, SUA – d. 28 ianuarie 2016, California, SUA) a fost un muzician rock american, cunoscut ca și co-fondator al trupei de rock psihedelic Jefferson Airplane dar și al formației Jefferson Starship.